# شریف اسماعیل
شریف اسماعیل (عربی: شریف إسماعیل؛ زادهٔ ۶ ژوئیهٔ ۱۹۵۵ – درگذشتهٔ ۴ فوریه ۲۰۲۳) یک سیاست‌مدار و مهندس اهل مصر بود.
وی نخست‌وزیر مصر بوده‌است. در ۱۲ سپتامبر ۲۰۱۵ عبدالفتاح سیسی او را عهده‌دار تشکیل کابینهٔ جدید کرد. پیش از نخست‌وزیری در کابینه حازم الببلاوی، کابینه‌های ابراهیم محلب بار نخست، بار دوم و بار سوم وی پست وزیر نفت و ثروت معدنی مصر را عهده‌دار بود.

## زندگی کاری
- فارغ‌التحصیل ۱۹۷۸ از دانشکده مهندسی شاخهٔ مکانیک از دانشگاه عین الشمس.
- پس از دریافت مدرک در شرکت اکسان‌موبیل تا سال ۱۹۷۹ به عنوان مهدس به کار پرداخت.
- کار در شرکت انبی از سال ۱۹۷۹ تا سال ۲۰۰۰ به عنوان مهندس شروع کرد تا به منصب مدیر کل امور فنی و عضو هیئت مدریهٔ آن شرکت رسید.
- وکیل وزارت‌خانه نفت برای پی‌گیری امور و عملیات نفت و گاز از تاریخ ۲۰۰ تا ۲۰۰۵.
- رئیس هیئت مدیره ایجاس از سال ۲۰۰۵ تا ۲۰۰۷
- رئیس هیئت مدیرهٔ شرکت استخراج نفت جنوب وادی از سال ۲۰۰۷ تا ۲۰۱۳
- وزیر نفت از ۱۶ ژوئیه ۲۰۱۳ تا ۱۲ سپتامبر ۲۰۱۵
- نخست‌وزیر مصر از ۱۲ سپتامبر ۲۰۱۵ تا ۷ ژوئن ۲۰۱۸[۳]